# Dhurkot Rajasthal
Dhurkot Rajasthal (nep. धुरकोत राजस्थल) – gaun wikas samiti w zachodniej części Nepalu w strefie Lumbini w dystrykcie Gulmi. Według nepalskiego spisu powszechnego z 2001 roku liczył on 664 gospodarstw domowych i 3354 mieszkańców (1854 kobiet i 1500 mężczyzn).